# Plenas
Plenas település Spanyolországban,  Zaragoza tartományban. Plenas Blesa, Monforte de Moyuela, Loscos, Villar de los Navarros és Moyuela községekkel határos. Lakosainak száma 111 fő (2024).

## Népesség
A település népessége az utóbbi években az alábbiak szerint változott:
| Lakosok száma | 143  | 131  | 113  | 125  | 131  | 120  | 102  | 106  | 100  | 111  |
|               | 2001 | 2004 | 2007 | 2009 | 2012 | 2014 | 2017 | 2019 | 2022 | 2024 |